# Annette B. Weiner
Annette Barbara Cohen Weiner (connue sous les noms d'Annette B. Weiner ou Annette Weiner) est une anthropologue et féministe américaine du XXe siècle.

## Biographie
Née à Philadelphie en 1933, Weiner étudie la radiologie avant de se consacrer à l'anthropologie. Elle se passionne aussi pour l'art et enseigne dans plusieurs universités américaines.
Elle se fait connaître en 1976 par la publication de sa thèse de doctorat Women of value, men of renown: new perspectives in Trobriand exchange où elle enrichit et met en cause les données anthropologiques publiées par Malinowski (liées à Kiriwina), y ajoutant les activités d'échanges féminines qu'il avait négligées.
Elle meurt en 1997.

## Publications
- Inalienable possessions: the paradox of keeping-while-giving, University of California Press, 1992.
- The Trobrianders of Papua New Guinea. Case studies in cultural anthropology, Holt, Rinehart and Winston, 1988.
- Annette WEINER : La richesse des femmes ou comment l'esprit vient aux hommes, traduit par Richard Sabban et Danièle Van de Velde, Coll. Recherches Anthropologiques, Seuil, Paris, 1983. (il s'agit de la traduction de son livre Women of value, men of renown: new perspectives in Trobriand exchange, University of Queensland Press, 1977).